# Carditopsis coxii
Carditopsis coxii is een tweekleppigensoort uit de familie van de Condylocardiidae. De wetenschappelijke naam van de soort is voor het eerst geldig gepubliceerd in 1957 door Eames & Wilkins.